# タマ&フレンズ うちのタマ知りませんか?
『タマ&フレンズ 〜うちのタマ知りませんか?〜』は、ソニー・クリエイティブプロダクツによるキャラクター群。

## 概要
1983年にキャラクターグッズが発売。「飼い猫を探すポスター」がグッズになっていることが話題を集め、女性に人気が出た。
1988年には小学生向け学習雑誌3誌での連載が開始し、1989年には7誌に拡大した。
1988年、学習ドリルのキャラクターに起用され、以後2018年現在に至るまで新学社が発売する小学生向け教材のキャラクターとして起用され続けている。
1989年にはオリジナル絵本の発行が開始された。1993年にはアニメ映画化、1994年にはテレビアニメ化が行われた。テレビアニメは毎日放送（MBS）の制作によりTBS系列にて放映された。
2004年には、1994年放映のテレビアニメ全48話と初ビデオ化作品全6話収録の20周年記念DVD-BOXが、2000セット完全生産限定で発売された。
2013年には30周年を記念し、小説化、舞台化や絵本の再発行などが行われた。
2013年からリアル謎解きゲームとして『リアルタマさがしゲーム』の企画がサプラニアによって開催されている。
2016年10月からTOKYO MXなどで22年ぶりにアニメが放送される。同年12月、児童向けに小説化される。
2017年3月、擬人化プロジェクト『うちタマ?!』（後述）を発表。
2019年4月25日から2020年3月31日までの期間限定で、アクアシティお台場に初のコンセプトカフェ、「タマ&フレンズ 3丁目カフェ」がオープン。
2020年10月15日から、 公式HPで「タマ&フレンズ 謎ときドリル」がスタート。
2023年にて40周年を迎える。

## キャラクター
人間の顔が映らないときもある。声はアニメ版の声優。
   タマ（ネコ）
声 - 笠原弘子
主人公で、たけしの飼い猫。頭のブチとカギ尻尾が特徴。優しく勇気のある元気な男の子で、仲間達の中ではリーダー格。困っている仲間がいれば持ち前のリーダーシップを発揮させて助けることもある。一方で、時々調子に乗り過ぎて失敗することも多い。たけしが目を放すといなくなるが、餌の時に戻って来ることが多い。たけしとモモが大好き。母親・ミーコのことをよく考えている。6月28日生まれ。
   モモ（ネコ）
声 - 椎名へきる
本作のヒロイン。花屋（テレビアニメ版からは喫茶店）の娘・エミちゃんの飼い猫。タマのガールフレンドで、3丁目のアイドル的存在。寂しがりやだが、お転婆で気の強い女の子。いつもつけているリボンと鈴がトレードマーク。3月3日生まれ。
   ポチ（イヌ）
声 - 渡辺真砂子
豆腐屋の飼い犬で、タマの幼馴染。真っ白な体と赤い首輪がトレードマーク。とてもドジで臆病だけど、いざという時には勇気を振り絞る。たまに頑固な部分も見せる。利き豆腐や首輪抜けなどといったあらゆる特技を持つ才能の持ち主でもある。10月2日生まれ。
   トラ（ネコ）
声 - 坂本千夏
大工に飼われている、トラ猫。短気で喧嘩っ早い江戸っ子気質のある男の子。高いところが大好きですぐ登ろうとするが、降りられなくなることも多い。よく周りにちょっかいを出しトラブルを起こしているが、決してくじけない負けん気の持ち主。ノラとは折り合いが悪い時が多いが、素直に謝ることもある。5月10日生まれ。
   ノラ（ネコ）
声 - 勝田治美→津賀有子
野良猫。タマ達飼い猫より世間を知っており物知りなため、仲間達から頼りにされている。クールな性格で大人びているが、タマ達の遊びに付き合ったり、悩みを抱えた猫を助ける等、優しく面倒見が良い。トラとはいがみ合うことが多く、珍しく感情的になる場面もある。昼寝の邪魔をされることが1番嫌い。子猫の頃に1度飼い猫となったが、飼い主が病気で亡くなったため、再び野良猫に戻っている。7月25日生まれ。
   コマ（ネコ）
声 - 渡辺真砂子→荒木香衣
銭湯で飼われている猫。ネコたちの中で最年少で、タマ達に1歩遅れることが多い。子供っぽく甘えん坊で、すぐ駄々をこねる。好奇心が強く、なんにでもチャレンジしたがる女の子。ノラを慕っている。食いしん坊で、特にお好み焼きが大好物。8月13日生まれ。
   ベー（ネコ）
声 - 雨蘭咲木子→まるたまり
新聞屋で飼われている黒猫。ノラに似ているが、髭が3本で全身が黒く頭に絆創膏を貼っている。その下にはあるものを封印しているらしく、剥がれるとよからぬことが起きるらしい。新聞屋の猫だが早起きが苦手。3丁目中の裏道に詳しく、日々新しい裏道を探すのが趣味。4月6日生まれ。
   クロ（イヌ）
声 - コヒエミオコ→岩永哲哉
コンビニエンスストアで飼われている名前の通り、真っ黒な犬。血統書付の祖父の遺伝があり、仲間の中では一番足が速い。物知りで知識も豊富。真面目だがいきすぎてボケ役になることが多い。9月6日生まれ。
   ゴン（イヌ）
声 - 松岡ミユキ→北島淳司
家具屋で飼われている薄茶色の犬。大阪生まれで大阪弁で話す。メンバーのお兄さん的ポジションで、喧嘩の仲裁や皆より遅れがちなコマのフォローに回ることが多い。基本的にのんびりしていて、店前のお気に入りの椅子の上で昼寝をするのが大好き。クロと仲良し。12月12日生まれ。
   ブル（イヌ）
声 - 荒川太朗→落合福嗣（映画版）
金持ちに飼われているブルドッグ。怖い顔と大きな体からタマたちから恐れられているが、実はタマたちと遊びたいだけの素直になれないいじめっ子。一度、主人に怒られてホームレスになり、しばらくモモの家にいたが、モモの餌を食べたことで顔が変化してしまい、家に帰ったときに主人から別人と見なされてしまった。モモには目がない。1月24日生まれ。
岡本たけし（人間）
声 - 村上忍→優希比呂
タマの飼い主。タマがいなくなるたびに「うちのタマ知りませんか?」と書かれた張り紙を張る。日記を書くのが趣味で、アニメではナレーションを担当したことも。
花咲エミ（人間）
声 - 鮎川里恵→白鳥由里
花屋の娘で、モモの飼い主。花屋の店長を務める、母と二人暮らし。テレビアニメ版以降は花屋から喫茶店へと設定が変更されている。
山田うの吉（人間）
声 - 岩永哲哉
ポチの飼い主の豆腐屋。
木曽トメ吉（人間）
声 - 荒川太朗
トラの飼い主で大工。通称「トメさん」。豪快な性格で「ってか」が口癖。
ノラの飼い主（人間）
声 - 笠原弘子
かつてノラを飼っていた女性。本名不明。病気によりこの世を去っており、ノラが野良猫に戻るきっかけとなった。
桶谷ゆず子（人間）
声 - 津賀有子
コマの飼い主で銭湯の番頭。イタズラするコマをよく叱る。
河原ばん太（人間）
声 - 北島淳司
ベーの飼い主で新聞屋。毎朝、ベーと共に新聞配達するのが日課。
三河やすし（人間）
声 - 優希比呂
クロの飼い主でコンビニの店長。万引きに入られたことがある。
野田ぜんじ（人間）
声 - 岩永哲哉
ゴンの飼い主で家具屋。大阪出身。
倉持カネ子（人間）
声 - 津賀有子
ブルの飼い主で金持ちの奥さん。ブルを我が子のようにかわいがっているが、イタズラがすぎるとお仕置きする。ファッションにはうるさい。

## アニメ

### グループ・タック版
1989年に『3丁目物語』の題でOVA化、1993年に『3丁目のタマ おねがい!モモちゃんを捜して!!』の題で劇場アニメ化され、1994年には『3丁目のタマ うちのタマ知りませんか?』としてテレビアニメ化された。テレビアニメは毎日放送（MBS）の制作によりTBS系列で放送。

### プニプニストーン
『タマ&フレンズ 探せ!魔法のプニプニストーン』の題で2006年にアニマックスで放送していたアニメ。基本設定が大きく異なる。

### 勝鬨スタジオ版
22年ぶりの新作として『タマ&フレンズ 〜うちのタマ知りませんか?〜』の題で2016年10月から2018年9月にかけて放送された。『ニャンだ?フル チャンネル・ニャンだ?フル テレビ』枠内などで放送。

#### キャスト
- タマ - 津久井彩文
- モモ - 南條愛乃
- ポチ - 海保えりか
- トラ - 堅井薫→椿木はる
- ノラ - 杉田菜摘→木村優紀
- コマ - 荒浪和沙
- ベー - 礒部花凜
- クロ - 卯野春香
- ゴン - 北垣内春香
- ブル、木曽トメ吉、山田うの吉、三河やすし、やすしの友人 - 國分絢一郎
- 岡本たけし、倉持カネ子 - 塩出美彩希
- 花咲エミ - 椿木はる

#### スタッフ
- 原作 - ソニー・クリエイティブプロダクツ
- 監督 - カンザキジュン
- 脚本 - 井沢ひろし
- 編集 - エクサインターナショナル、滋田時生、高松萌
- 音響監督 - 鹿志村聡
- 音楽 - 丸山公詳（project lights）
- プロデューサー - 江川昌宏、松井由美子、大原幸蔵
- アニメーション制作 - 勝鬨スタジオ
- 製作 - タマ&フレンズ製作委員会（ソニー・クリエイティブプロダクツ、MMDGP、アスミック・エース）

#### 主題歌
「ふれんず」（第1期）
作詞：GEN / 作曲：野井洋児 / 歌：La PomPon
「3丁目で会いましょう」（第2期前半）
作詞・作曲：佐々木宏人 / 歌 - 津久井彩文・福島清香
「Tama＆Friends」（第2期後半）
作詞・作・編曲：松野恭平 / 歌 - 笠原弘子（オープニング）、福島清香（エンディング）

#### 各話リスト
| 話数 | サブタイトル                  |
| ---- | ----------------------------- |
| 1    | うちのタマ知りませんか?       |
| 2    | 留守番犬ポチ                  |
| 3    | モモはカフェネコ              |
| 4    | ふたりでお昼寝                |
| 5    | コマの好きな場所              |
| 6    | トラは元気です                |
| 7    | ゴンのすべらない話            |
| 8    | タマはどこへ行った?           |
| 9    | クロは名探偵                  |
| 10   | ベーの秘密                    |
| 11   | 媚びない男ノラ                |
| 12   | 気になるアイツ                |
| 13   | フレンズ会議                  |
| 14   | ブルは暴れん坊                |
| 15   | モモの好きなひと              |
| 16   | ゴンと子猫                    |
| 17   | タマと毛糸だま                |
| 18   | ブルとの決闘!                 |
| 19   | 近道ぬけて                    |
| 20   | ペットボトルなんか怖くない!   |
| 21   | 着信アリ!                     |
| 22   | 犯人は誰だ!?                  |
| 23   | 虹を追いかけて                |
| 24   | トラ・イリュージョン          |
| 25   | 走れ!クロ                     |
| 26   | フレンズ大喜利                |
| 27   | モモはおしゃれさん            |
| 28   | コマのクッキング教室          |
| 29   | 願い事しようよ!               |
| 30   | ノラのプライド                |
| 31   | タマとトレーナー              |
| 32   | ゴンのギャグ研究              |
| 33   | ベーは近道名人!               |
| 34   | トラと風船                    |
| 35   | 一番速いのは?                 |
| 36   | タマの幸せレシピ              |
| 37   | タマ、絶体絶命!               |
| 38   | 太っちょクロ                  |
| 39   | フレンズ戦隊タマランジャー    |
| 40   | ブル放浪記                    |
| 41   | モモの誕生日                  |
| 42   | ノラと雨の夜                  |
| 43   | ブルの家へようこそ            |
| 44   | オシッコの作法                |
| 45   | 海に行こう!                   |
| 46   | タマと花火                    |
| 47   | トラの好きな子                |
| 48   | ポチの宝物                    |
| 49   | タマとクワガタ                |
| 50   | 対決!イヌVSネコ               |
| 51   | 不思議なおとしもの            |
| 52   | フレンズ桃太郎                |
| 53   | コマのプレゼント              |
| 54   | 猫タワーで遊ぼう!             |
| 55   | 狙われたモモ                  |
| 56   | ブル救出作戦!                 |
| 57   | おいしいものには目がないワン! |
| 58   | ベーは動物先生                |
| 59   | ノラとローラースケート        |
| 60   | クロの大追跡                  |
| 61   | ブルと女神様                  |
| 62   | 花のかおり                    |
| 63   | フレンズ花咲かじいさん        |
| 64   | タマとクリスマスツリー        |
| 65   | ケンカはやめて                |
| 66   | ひなたぼっこでスヤスヤ        |
| 67   | モモのトリミング              |
| 68   | 風の子トラ                    |
| 69   | ゴンとひなスズメ              |
| 70   | ちっちゃな雪景色              |
| 71   | 氷上の追いかけっこ            |
| 72   | ねこじゃらし楽しい!           |
| 73   | ブルはファッショナブル        |
| 74   | ベーは動物博士                |
| 75   | ノラネコたちの運動会          |
| 76   | おやつははんぶんこ            |
| 77   | グッズつくろう!               |
| 78   | 天使と悪魔                    |
| 79   | 桜まいおちた                  |
| 80   | トラとつくし                  |
| 81   | 咲いてよチューリップ!         |
| 82   | ツメとぎしたーい!             |
| 83   | こいのぼりとんだ              |
| 84   | よくばりな犬                  |
| 85   | ダンボール楽しい              |
| 86   | 神社のできごと                |
| 87   | ゴンとロボット犬              |
| 88   | ブルポチファッション対決      |
| 89   | 狩人ノラ                      |
| 90   | フレンズ三びきのこぶた        |
| 91   | 流れ星やってこい              |
| 92   | ねむいねむーい!               |
| 93   | ノラのヒゲがなくなった!       |
| 94   | ぬいぐるみのおとしもの        |
| 95   | セミ取り名人はだれだ?         |
| 96   | トラとスイカ割り              |
| 97   | ドキドキ夏祭り                |
| 98   | 流しそうめん、いただきます!   |
| 99   | ゴンとしゃっくり              |
| 100  | これなーに?                   |
| 101  | 台風がやってきた              |
| 102  | 赤とんぼを追いかけて          |
| 103  | 月見だんご食べたい!           |
| 104  | 対決!ブルVS狛犬               |

#### 放送局
| 放送期間                                                                | 放送時間                                                                               | 放送局（系列）          | 対象地域   | 備考                                   |
| ----------------------------------------------------------------------- | -------------------------------------------------------------------------------------- | ----------------------- | ---------- | -------------------------------------- |
| 2016年10月1日 - 2018年9月                                               | 土曜 7:00 - 7:05                                                                       | TOKYO MX（JAITS）       | 東京都     | 『ニャンだ?フル テレビ』枠内           |
| 2016年10月2日 - 12月24日 2017年1月7日 - 4月1日 2017年4月8日 - 2018年9月 | 日曜 2:45 - 2:46（土曜深夜） 日曜 2:59 - 3:00（土曜深夜） 日曜 2:40 - 2:41（土曜深夜） | 朝日放送（ANN）         | 近畿広域圏 |                                        |
| 2016年10月4日 - 2018年9月                                               | 火曜 7時台                                                                             | テレビユー山形（JNN）   | 山形県     | 『あさチャン!』枠内 / リピート放送あり |
| 2016年10月8日 - 2018年9月                                               | 土曜未明（金曜深夜）                                                                   | 中京テレビ（NNS）       | 中京広域圏 | 『ニャンだ?フル チャンネル』枠内       |
| 2017年4月1日 -                                                          | 土曜 6:30 - 6:35                                                                       | 愛媛朝日テレビ（ANN）   | 愛媛県     | 『瀬戸にゃん海』枠内                   |
| 2017年4月9日 -                                                          | 日曜 1:30 - 1:35（土曜深夜）                                                           | 広島ホームテレビ（ANN） | 広島県     | 『瀬戸にゃん海』枠内                   |

### ダヤンとタマと飛び猫と～3つの猫の物語～
『ダヤンとタマと飛び猫と～3つの猫の物語～』は、2019年5月10日から公開予定のオムニバス映画。ニャンだ?フルテレビで放送されている、『タマ＆フレンズ』『猫のダヤン』『にゃん旅』の三作が同時上映された。
『タマ＆フレンズ』は新作長編『タマ＆フレンズ～タマとふしぎな石像～』が上映された。製作は勝鬨スタジオだが、キャストは「3丁目のタマ うちのタマ知りませんか?」に準拠している（ブル役の荒川太郎のみ逝去のため、落合福嗣に変更されている）。

## うちタマ?!
2017年3月にAnimeJapan 2017にて発表された擬人化コンテンツ。
2018年3月より12月まで漫画版がジーンピクシブにて連載された。キャラクター原案はみなつきひまり、作画は榎のと。
2020年1月から3月までフジテレビ『ノイタミナ』枠にてテレビアニメが放送された。タイトルは『うちタマ?! 〜うちのタマ知りませんか？〜』。

## イメージキャラクター
1995年8月、荘内銀行の預金通帳とキャッシュカードのマスコットキャラクターに起用された。2001年5月からは、ラッピングバスを走行させている。
2015年5月、筑波銀行の預金通帳とキャッシュカード、クレジットカードのマスコットキャラクターに起用された。

## 絵本
- 『タマ&フレンズ うちのタマ知りませんか? さんちょうめものがたり』講談社〈講談社のテレビ絵本〉、全1巻
  - 1987年8月発売、ISBN 978-4-0610-5133-1

テレビ絵本。
- 『タマの3丁目物語』小学館、全9巻
  1. タマとなかまたち　1989年10月発売、ISBN 978-4-0972-8101-6
    - 【復刊】2014年12月11日発売、ISBN 978-4-0972-6563-4

  2. タマとポチの大冒険　1989年10月発売、ISBN 978-4-0972-8103-0
    - 【復刊】2014年12月11日発売、ISBN 978-4-0972-6565-8

  3. うちのタマ知りませんか?　1989年10月発売、ISBN 978-4-0972-8102-3
    - 【復刊】2014年12月11日発売、ISBN 978-4-0972-6564-1

  4. タマと赤いふうせん　1990年7月発売、ISBN 978-4-0972-8104-7
  5. ポチのおともだち　1990年7月発売、ISBN 978-4-0972-8105-4
  6. タマの雨やどり　1990年7月発売、ISBN 978-4-0972-8106-1
  7. タマのはつこい　1991年6月発売、ISBN 978-4-0972-8107-8
  8. だいじょーぶ!?タマ　1991年6月発売、ISBN 978-4-0972-8108-5
  9. タマのこわーいお話　1991年6月発売、ISBN 978-4-0972-8109-2

文章のない絵本。30周年の際に一部が復刊され、その3冊セット（ISBN 978-4-0972-6562-7）も同時発売している。
- 『タマ&フレンズ うちのタマ知りませんか? ～タマとなかまたちをさがそう～』KADOKAWA、全1巻
  - 2017年3月16日発売、ISBN 978-4-0489-2861-8

いわゆる絵探し絵本。

## 小説
- 伊藤綾子『うちのタマ知りませんか?』角川書店、全1巻
  - 2012年11月29日発売、ISBN 978-4-0411-0337-1

30周年を迎える頃に出版された本作のオマージュ作品。
- 作・せきちさと、絵・おおつかけいり、監修・ソニー・クリエイティブプロダクツ『おはなし タマ＆フレンズ うちのタマ知りませんか?』小学館〈ちゃおノベルズ〉、全2巻
  1. 2016年12月20日発売、ISBN 978-4-0928-9578-2
  2. 2017年12月20日発売、ISBN 978-4-0928-9584-3

児童向けのノベライズ作品。

## 舞台
劇団TEAM-ODACが、本作を原案として『MOON&DAY〜うちのタマ知りませんか?〜』のタイトルで舞台化したが、舞台にタマやその仲間達は一切登場することはなく、タマを探しているという設定のみ適用されたオリジナルストーリーである。
- 『MOON&DAY〜うちのタマ知りませんか?〜』2015年5月2日 - 6日、全7公演、会場：全労災ホール/スペース・ゼロ[21]
- 『MOON&DAY〜うちのタマ知りませんか?〜』（再演）2016年9月7日 - 11日、全8公演、会場：草月ホール[22]
- 『MOON&DAY〜うちのタマ知りませんか?〜人狼を探せ！3丁目のとある一日〜』2017年4月12日 - 16日、全7公演、会場：新宿村LIVE[23]